# Louis Grossé

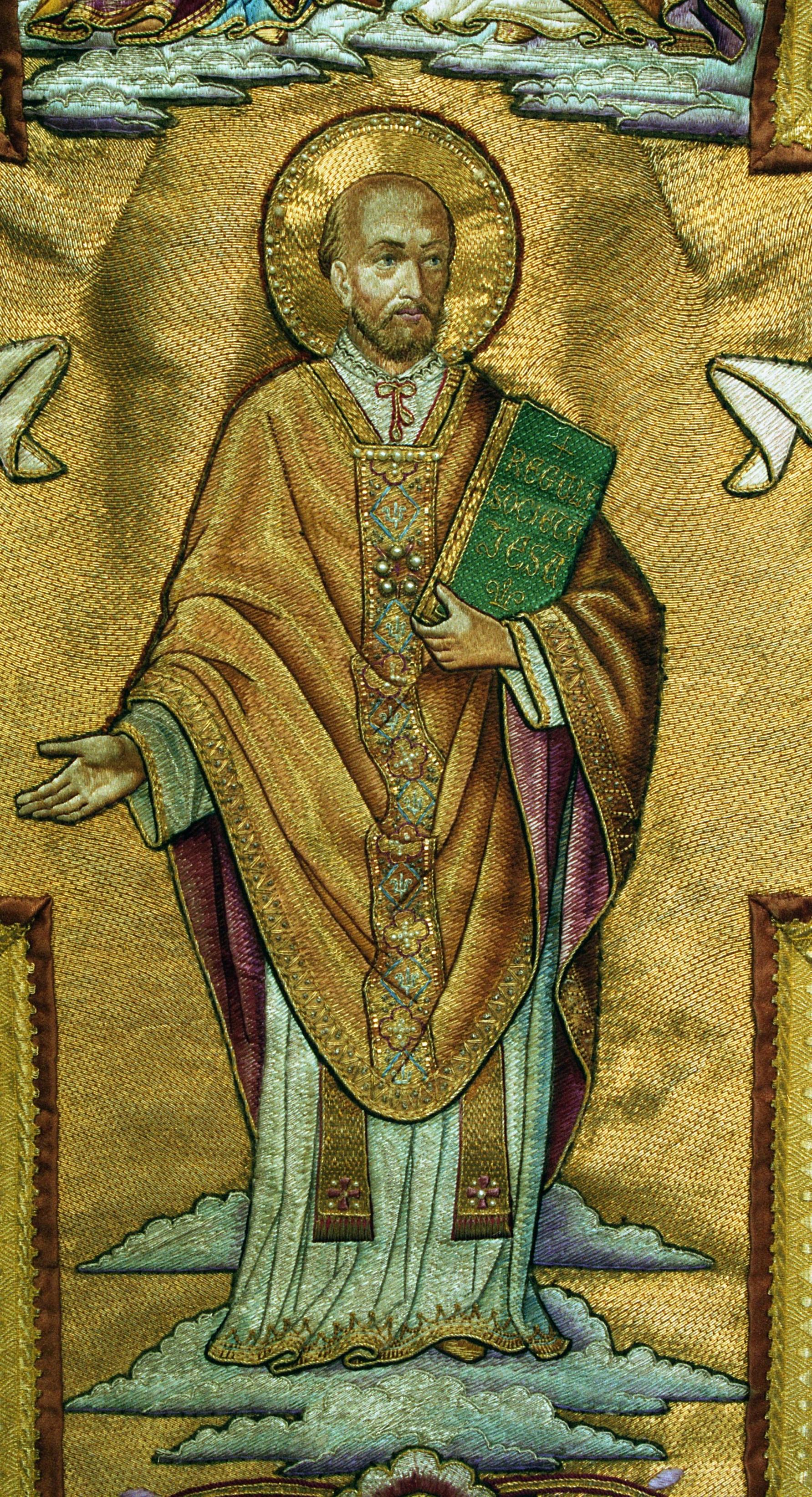
Ignatius van Loyola op een kazuifel uit de Wijnhavenkerk te Rotterdam, gemaakt door Louis Grossé uit Brugge.

Louis Grossé (Brugge, 4 februari 1811 - Brugge, 14 augustus 1899) was goudborduurder, zijdekweker en fabrikant van liturgische gewaden.

## Beginjaren van het Huis Grossé
Jean-Josse Grossé (1743-1820) en Marie-Jeanne Van Hecke waren in 1766 getrouwd en begonnen toen waarschijnlijk hun handel in Gent. Zowel in Gent als later in Brugge heette hun zaak (waarschijnlijk naar de naam van het Gentse huis) 'In Het Groot Schip'.
In 1791 trouwde hun zoon Jean-Baptiste Grossé (1767-1844) in Brugge met Maria Quique (1746-1813). De bruidegom was 23, de bruid 44. Het grote leeftijdsverschil wees op een zakelijk huwelijk, waarbij het de bedoeling was de handelszaak verder te zetten en bestaanszekerheid te waarborgen aan de niet meer zo jonge dochter. Vader, de garentwijnder en handelaar in galonnen, Willem Quique had immers geen mannelijke opvolgers en Grossé nam de handel over.
Enkele jaren later kwam een broer van Jean-Baptiste, Jean-François Grossé (1774-1848), hem bijstaan. Hij trouwde met Isabelle Rooman (1780-1841). Ze kregen twaalf kinderen. In 1810 verhuisde de handel van de Garenmarkt naar een groter pand op de Eiermarkt. Na 1813 bleef Jean-François Grossé alleen aan de leiding. Het aangegeven beroep was galonwever. Jean-Baptiste Grossé hertrouwde in 1815 met Isabelle Peellaert en verhuisde met haar naar Gent.
Het echtpaar Grossé-Rooman werd in 1848 opgevolgd door het echtpaar Charles Cocquyt (1813-1882) - Jeanne Grossé (1807-1880), in 1878 op hun beurt opgevolgd door het echtpaar Alphonse Cocquyt - Grossé, dat even voor 1900 de zaak beëindigde. Zes andere kinderen van Jean-François Grossé bleven in hetzelfde beroep actief:
- Louis Versavel (°1812) - Marie-Cristine Grossé (1804-1857), namen de leiding over van de Gentse familiehandel.
- François Grossé (°1809) opende in Brussel een handel in liturgische gewaden en borduurwerk.
- Henri Grossé (1815-1892) - Marie Van Houtte (°1822) werd lakensnijder, fabrikant van kerkgewaden en restaurateur van oude broderieën op de Grote Markt in Brugge.
- Remi D'Hont (1820-1870) - Elisabeth Grossé (1819-1873) hadden in Brugge een winkel van kinderconfectie, witgoed en breigoed en lingerie.
- Jacques Versavel (1817-1898) - Isabelle Grossé (1823-1901) zetten de lijnwaadzaak Versavel verder.
- Louis Grossé-Coucke, die hierna volgt.

## Louis Grossé: eerste jaren
In de jaren 1820 studeerde Louis Grossé aan de kunstacademie in Brugge. Hij verbleef nadien verschillende jaren in Lyon (circa 1829 tot 1833) waar hij het beroep van galonwever grondig aanleerde. Vanaf 1835 nam hij aan het actieve leven in Brugge deel, als luitenant van de Burgerwacht en als lid van de schuttersgilde Sint-Sebastiaan. Hij begon ook aan een kunstcollectie en schafte zich onder meer een werk aan van Jacob van Oost. Vanaf 1850 was hij lid van het bestuur van de Brugse kunstacademie. Vanaf 1848 was hij lid van de katholieke kiesvereniging La Concorde en was hij bij herhaling kandidaat (op onverkiesbare plaatsen) bij gemeenteraadsverkiezingen. In 1864 stichtte hij samen met Guido Gezelle, Adolf Duclos en een paar Engelsen de Heilige Beeldekensgilde, voor de bevordering van liturgisch correcte prenten. In 1865 werd hij lid van de Société archéologique en werd er later ondervoorzitter van.
In 1840 had hij een eerste kind bij Coleta Coucke (1822-1886), zus van Samuel Coucke. Het werd discreet in Gent geboren. Hij trouwde met haar in 1843 en ze kregen nadien nog twaalf kinderen. Hij opende in 1843 een handel als concurrent van de familiale zaak en begon er in 1846 met het fabriceren van zwarte zijde. In 1848 vestigde hij zich op de Simon Stevinplaats in 'De Gouden Leeuw'.
In 1847 nam Grossé stadsgrond in concessie buiten de Smedenpoort en plantte er moerbeziebomen voor het kweken van zijderupsen. De zijdeteelt werd nog tot in de jaren 1880 verder gezet.

## De goudborduurder
Naast zijderupsenteelt en fabricatie van zijde, was Louis Grossé vooral ook goudborduurder en maker van liturgische gewaden. Hij had stilaan een uitgebreide ploeg van medewerkers en vooral medewerksters in huis. Hij maakte ook vlaggen en banieren, baldakijnen, enz. Tegelijk dreef Grossé handel in een uitgebreid gamma aan liturgische voorwerpen. Hij verzorgde goed zijn publiciteit in de lokale kranten en was weldra een bekende Bruggeling.
In de jaren 1840 maakte Grossé kennis met August N. Pugin (1812-1852) en knoopte vriendschap aan met zijn zoon Edward Welby Pugin (1834-1875). Hij leerde wat later ook James Weale kennen, alsook Thomas Harper King, die in zijn geschriften het werk van Grossé lovend besprak. Als gevolg sloot Grossé zich aan bij de Gothic Revival of neogotiek, waarvan hij op het vlak van de liturgische gewaden een van de belangrijke adepten werd. In aantekeningen uit 1853, onder de titel Instructions pour la Fabrique et la Maison. Projets d'amélioration, beschreef Grossé de werkwijzen voor het verkrijgen van het meest hoogstaande resultaat.
Stilaan leverde Grossé over heel België. In 1866 produceerde hij een volledig stel zwarte gewaden voor de kathedraal van Luik. Er werden kazuifels geleverd aan Mgr. Grant in Southwark en een feestelijke mijter aan Mgr. Freppel in Angers, gevolgd door mijters voor een half dozijn Franse bisschoppen. Vele bestellingen gebeurden door particulieren die schenkingen deden aan parochies, aan nieuw gewijde priesters en tot aan de paus zelf.

## De opvolging

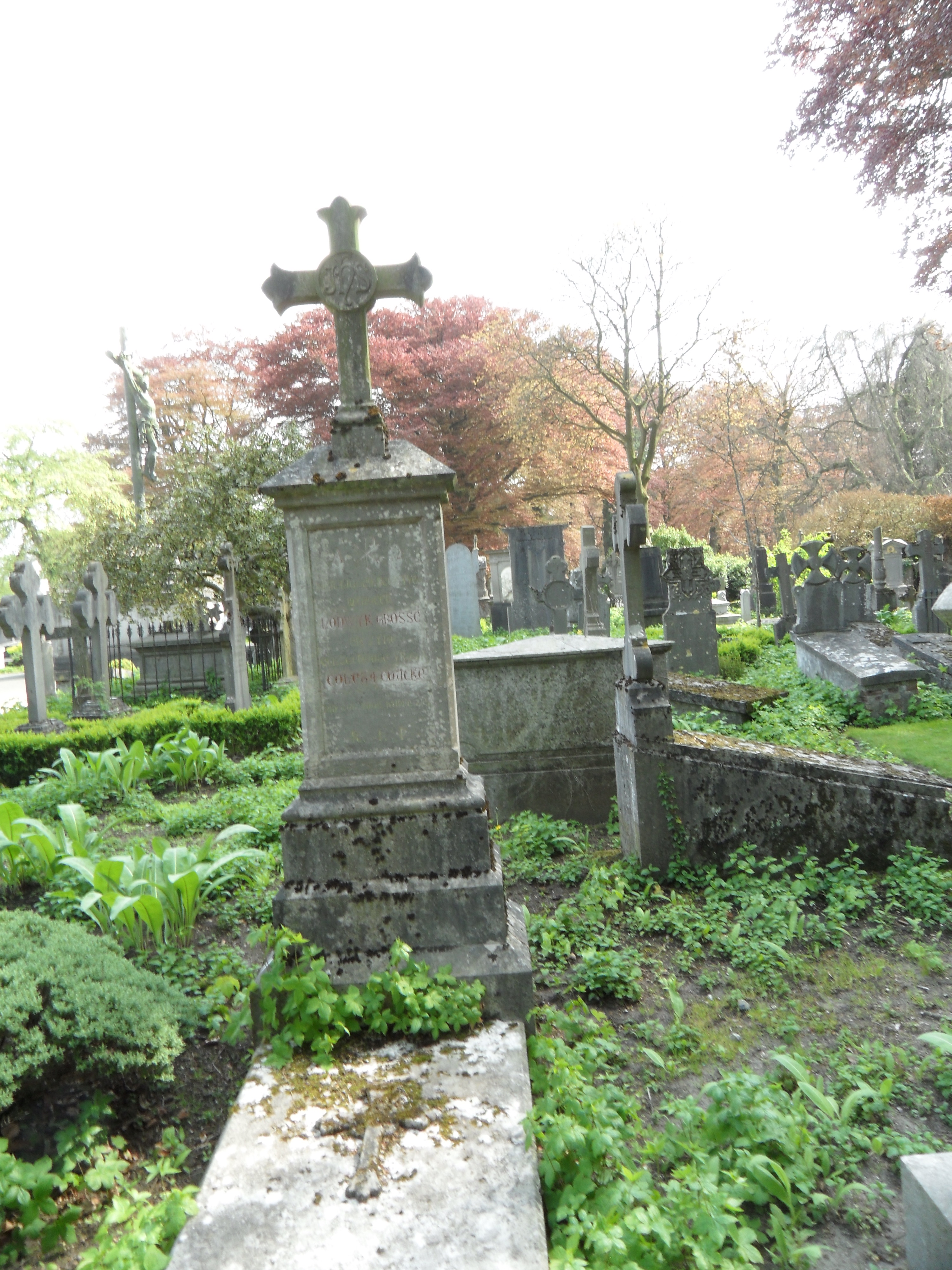
Grafmonument Louis Grossé en Coleta Coucke op het Brugs kerkhof

Verschillende van de dertien kinderen van het gezin Louis Grossé-Coucke volgden hun vader in dezelfde of in verwante activiteiten.
- Louis Grossé (1840-1929), gehuwd met een De Herde, was, naast wijnkoopman, producent van glasramen.
- Hermine Grossé (1846-1901) trouwde met Alphonse Cocquyt (°1846), zoon van Charles Cocquyt en Jeanne Grossé, die de oorspronkelijke grootouderlijke zaak 'In het Groot Schip' op de Eiermarkt verder zette,
- Joseph Grossé (1856-1910) richtte zijn eigen zaak van kerkgewaden, galonweverij en emailproductie op in de Kuipersstraat. Hij trouwde met Marie-Louise Neelemans en hun dochter Madeleine trouwde met Jozef Van Hauwermeiren. Deze werd de laatste bedrijfsleider van het Huis Grossé op de Simon Stevinplaats.
- Godefroid Grossé (1859-1919) specialiseerde zich in mozaïekkunst en keramiek.
- Antoinette-Emilienne Grossé (1862-1954) volgde in 1899 haar vader op aan het hoofd van het Huis Grossé-Coucke en dit gedurende meer dan een halve eeuw, vanaf 1923 bijgestaan door haar neven Van Hauwermeiren-Grossé.
- Michelle Grossé (1864-1952) trouwde met Désiré Monthay. Het was de bedoeling dat hun zoon, Louis Monthay (1892-1921), zijn tante Antoinette zou opvolgen, maar dit werd door zijn vroege dood belet.

Het Huis Grossé-Coucke werd in 1981 overgenomen door Michel Vernimme en werkte verder onder de naam Arte/Grossé, vanaf 2002 geleid door de schoonzoon van Vernimme, Marc Schotte.